# Ось (Ключборський повіт)
Ось (пол. Oś, нім. Marienfeld) — село в Польщі, у гміні Лясовиці-Великі Ключборського повіту Опольського воєводства.
Населення — 68 осіб (2011).

## Демографія
Демографічна структура станом на 31 березня 2011 року:
|          | Загалом | Допрацездатний вік | Працездатний вік | Постпрацездатний вік |
| -------- | ------- | ------------------ | ---------------- | -------------------- |
| Чоловіки | 36      | 5                  | 24               | 7                    |
| Жінки    | 32      | 8                  | 13               | 11                   |
| Разом    | 68      | 13                 | 37               | 18                   |